# Simon Guglielmi
Pour les articles homonymes, voir Guglielmi.
Simon Guglielmi, né le 1er juillet 1997 à Chambéry, est un coureur cycliste français. Il est membre de l'équipe Arkéa-B&B Hotels.

## Biographie

### Débuts cyclistes et carrière chez les amateurs
Simon Guglielmi commence le cyclisme en 2009 sous l'impulsion de ses parents, anciens triathlètes. Il prend sa première licence à l'âge de douze ans (benjamin 2e année) au club La Motte-Servolex Cyclisme. 
En 2013, il devient champion de France sur route dans la catégorie cadets. Deux ans plus tard, il se classe second de la Classique des Alpes juniors (moins de 19 ans), neuvième du championnat de France juniors et dixième du Tour du Valromey. Il intègre ensuite  le CR4C Roanne, tout en bénéficiant du soutien de la Fondation FDJ. 
Durant ses trois premières saisons espoirs (moins de 23 ans), il s'illustre principalement dans le calendrier amateur français. Il obtient par ailleurs de bons résultats au niveau continental UCI en terminant deuxième du Grand Prix Chantal Biya en 2016, ou encore huitième du Kreiz Breizh Elites et de Paris-Tours espoirs en 2018. En 2017, il prend la septième de Gand-Wevelgem espoirs avec l'équipe de France espoirs. Il porte également les couleurs tricolores lors du Tour de l'Avenir 2018, où il se classe troisième d'une étape. Cette même année, il obtient une licence STAPS option enseignement.

### Carrière professionnelle

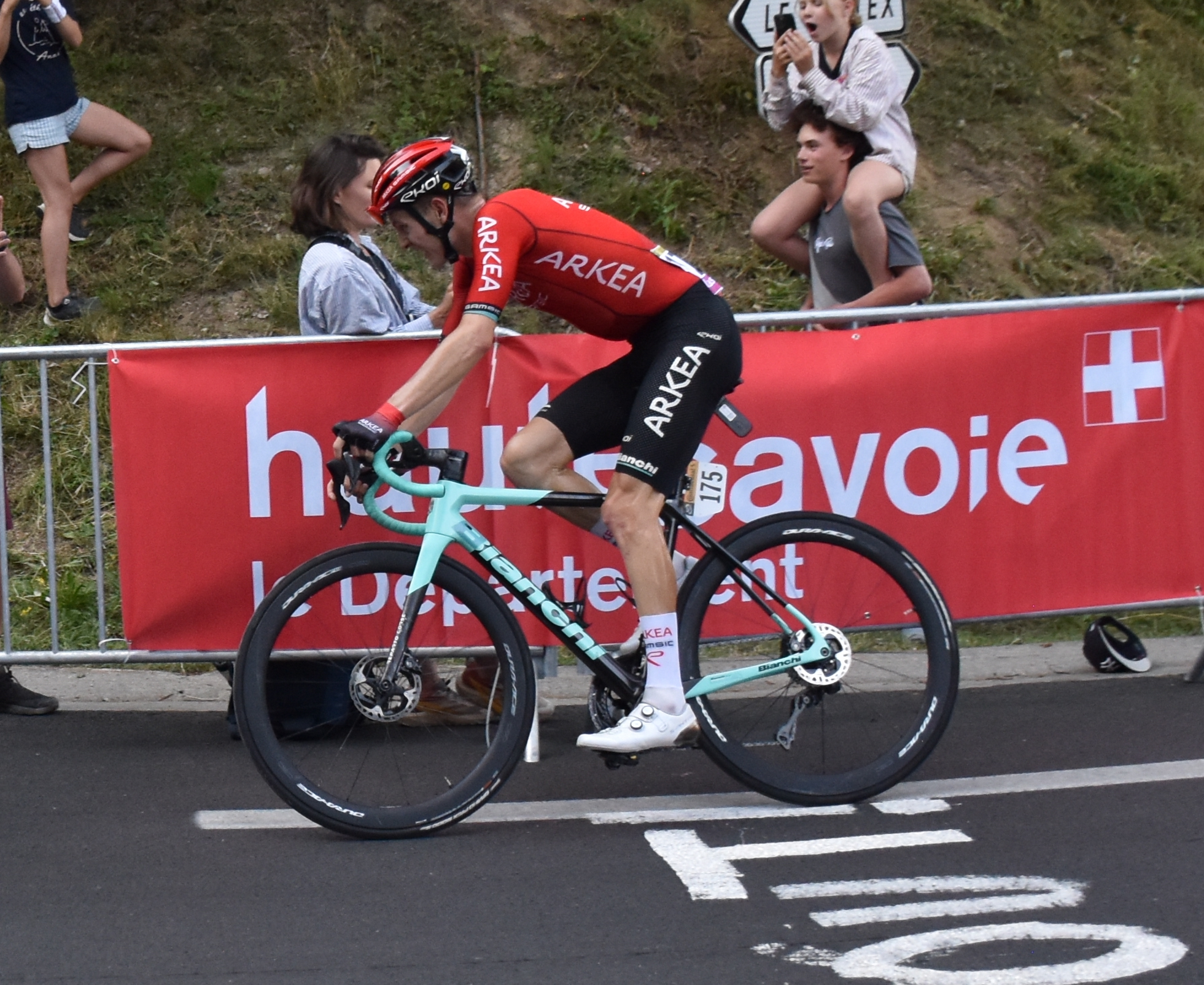
Simon Guglielmi - Tour de France 2023 - 15è étape.

Pour la saison 2019, il est recruté par la nouvelle équipe Continentale Groupama-FDJ et accède donc au statut de cycliste professionnel. En début de saison, il obtient divers tops 10 sur des étapes du Tour du Rwanda et du Tour de Normandie. En mai, il prend la deuxième place de la dernière étape de la Ronde de l'Isard, derrière son compagnon d’échappée Matis Louvel. Durant l'été, il termine huitième du Tour d'Italie espoirs, puis s’adjuge le classement du meilleur grimpeur du Tour Alsace quelques jours après avoir remporté le maillot rouge des sprints intermédiaires du Tour de la Vallée d'Aoste. Il est également sélectionné en équipe de France pour participer au Tour de l'Avenir en compagnie de Clément Champoussin, Mathieu Burgaudeau, Aurélien Doleatto et Alan Boileau et porte le maillot jaune durant deux jours. Fin septembre, il participe au championnat du monde espoirs et fête à cette occasion sa vingt-et-unième sélection avec l'équipe de France espoirs.
En 2020, il intègre l'équipe WorldTour Groupama-FDJ. Il obtient de bons résultats dès la reprise des courses. En août, il termine seizième du Tour du Limousin-Nouvelle-Aquitaine et vingt-deuxième de la Bretagne Classic remportée par l'Australien Michael Matthews. Devant initialement courir sur les Classiques, il est sélectionné par son équipe pour participer au Tour d’Italie dans le but d'épauler son leader Arnaud Démare. Un premier Grand Tour qui offre à Simon Guglielmi l’opportunité d’acquérir de l’expérience et de jouer un rôle lors des victoires d'étapes de son leader sur la première semaine de course.
Il termine 116e de ce Tour d’Italie.
Simon Guglielmi apprend en juillet 2021 que son contrat n'est pas renouvelé en fin de saison. En août, il s'engage avec la formation Arkéa-Samsic pour les saisons 2022 et 2023.
En avril 2022, il participe à la Flèche wallonne, où il est membre de l'échappée du jour.

## Caractéristiques
Simon Guglielmi déclare en 2021 que l’équipe Groupama-FDJ souhaite le voir progresser en montagne, ce qui ne correspond pas à ses qualités de base. Il considère avoir un profil de puncheur capable de s'imposer dans des sprints en petit groupe. Emmanuel Hubert, qui le dirige à partir de 2022, met en avant ses capacités de coéquipier ainsi que sa pointe de vitesse.

## Palmarès

### Palmarès sur route
| - 2013 - Champion de France sur route cadets - 2015 - 6e étape du Tour PACA juniors - 2e de la Classique des Alpes juniors - 2016 - Volvic-Vassivière - 2e du Grand Prix Chantal Biya - 3e du Grand Prix du Cru Fleurie - 3e du Grand Prix de Villejésus - 3e du Trophée des champions | - 2017 - Trophée des champions - 2e de Dijon-Auxonne-Dijon - 2e du Grand Prix de Nandax - 2e du Critérium de Briennon - 2018 - 2e étape du Tour de Moselle (contre-la-montre par équipes) - 2e du Grand Prix de Vougy - 2e du Tour Nivernais Morvan - 3e du Grand Prix de Cherves |  |

### Résultats sur les Grands Tours

#### Tour de France
1 participation
- 2023 : 69e

#### Tour d'Italie
3 participations
- 2020 : 116e
- 2021 : 90e
- 2025 : 94e

#### Tour d'Espagne
2 participations
- 2022 : 60e
- 2024 : 47e

### Classements mondiaux
| Année                                 | 2016  | 2017  | 2018  | 2019  | 2020 | 2021  | 2022 | 2023 | 2024 |
| ------------------------------------- | ----- | ----- | ----- | ----- | ---- | ----- | ---- | ---- | ---- |
| Classement mondial                    | 1213e | 1850e | 2220e | 2016e | 729e | 1576e | 618e | 674e | 497e |
| UCI Europe Tour                       | nc    | 1174e | 1480e | 1318e | 584e | 1110e | 478e | nc   | nc   |
| UCI Africa Tour                       | 71e   | nc    | nc    |       |      |       |      |      |      |
|                                       |       |       |       |       |      |       |      |      |      |
| Légende : nc = non classéSource : UCI |       |       |       |       |      |       |      |      |      |

### Palmarès en cyclo-cross
- 2018-2019
  - Cyclo-cross de Pressins[14]